# Mark Mouland

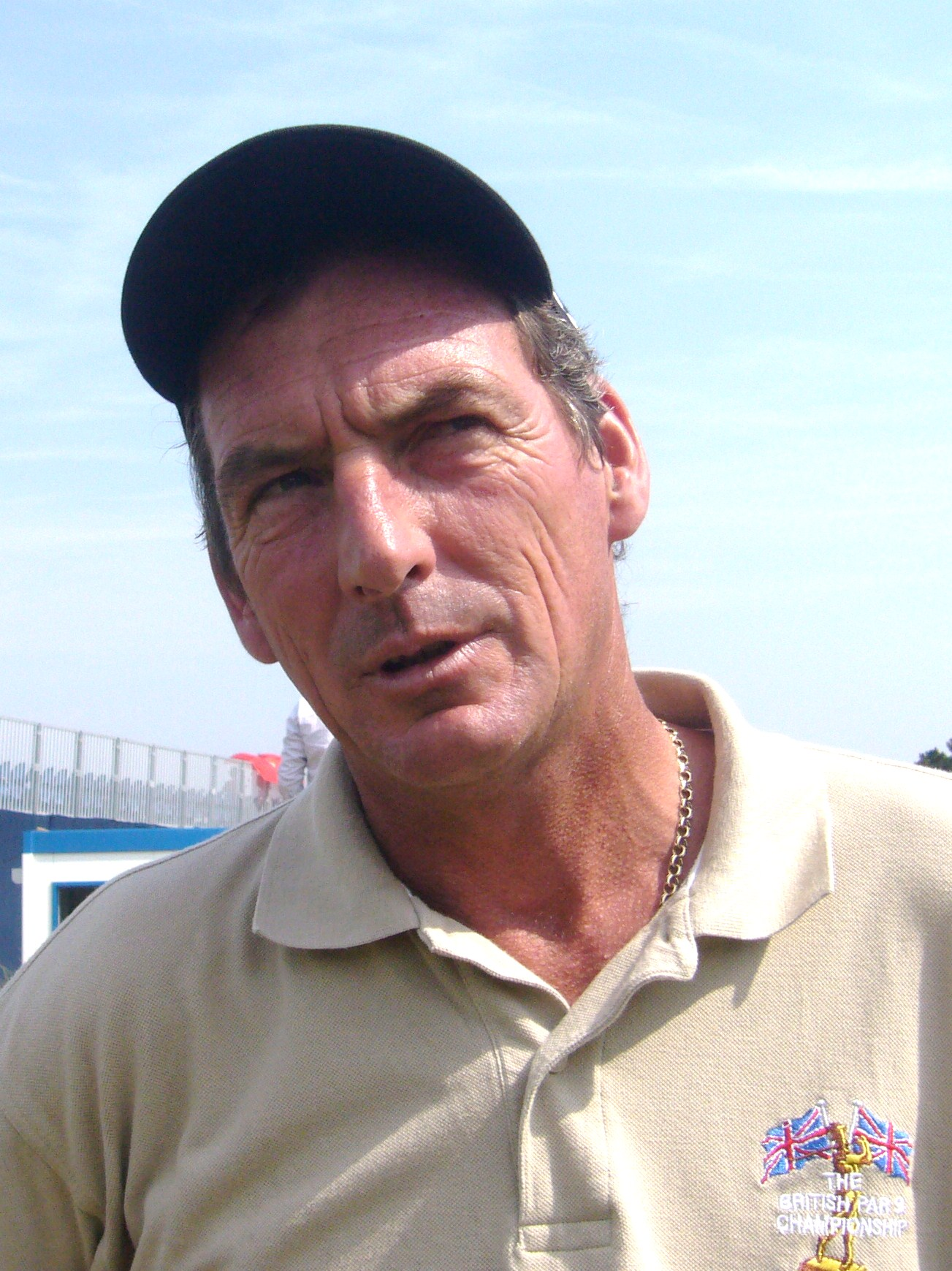
Mark Mouland op het KLM Open 2009.

Mark Mouland (Saint Athan in de Vale of Glamorgan, 23 april 1961) is een golfprofessional uit Wales. Hij speelt op de Aziatische PGA Tour en Europese Challenge Tour en soms op de Europese PGA Tour.

## Amateur
In 1976 is hij de jongste winnaar ooit van het Brits Kampioenschap Boys. In 1977 wordt hij door de BBC Junior Sportman van het Jaar genoemd. 

### Gewonnen
- 1976: British Boys Championship
- 1977: BBC Wales junior sportsman of the year

## Professional
In 1981 werd Mouland professional. In 1986 behaalde hij zijn eerste overwinning en eindigde het jaar op de 30ste plaats van de Order of Merit. Maar ook in dat jaar werd hij door een dronken autorijder aangereden en brak zijn rechterenkel en linkervoet.
In 1987 was hij goed hersteld en in 1988 won hij het KLM Dutch Open en kwam hij in de play-off van het Barcelona Open.  
Mouland heeft acht keer meegedaan aan het Brits Open en daar tweemaal de cut gehaald.
In 2008 won hij met een score van -4 het 75ste Nationaal Par-3 Kampioenschap, een toernooi dat zijn vader Sid Mouland (1933), zelf zesvoudig nationaal kampioen, tweemaal gewonnen heeft (1946 en ? ). Als gastheer van deze 75ste editie van het evenement is Tony Jacklin uitgenodigd, en op de deelnemerslijst staan twaalf voormalige winnaars van de Europese Tour. Lee Slatterly eindigt op de tweede plaats.
Mark Mouland is in 2011 vijftig jaar geworden en verheugt zich op de European Senior Tour. Op de Europese Tour heeft hij in twintig jaren 557 toernooien gespeeld. Via de Tourschool heeft hij een ranking voor 2011 gekregen voor de Champions Tour. Zijn eerste senior toernooi is het US Senior PGA Championship.

### Gewonnen
- 1986: Car Care Plan International (ET)
- 1988: KLM Dutch Open (ET) op de Hilversumsche.
- 2002: Mauritius Open
- 2003: Mauritius Open
- 2008: 75ste Par-3 kampioenschap van Wales

Senior Tour
- 2011: Senior Open de Portugal

### Teams
- World Cup (namens Wales): 1988, 1989, 1990, 1992, 1993, 1995, 1996, 2001
- Four Tours World Championship (namens Europa): 1988
- Alfred Dunhill Cup (namens Wales): 1986, 1988, 1989, 1990, 1991, 1993, 1995, 1996
- Nations Trophy: 2001, 2002